# Peter Lippert (Redemptorist)
Peter Lippert C.Ss.R (* 21. November 1930 in Prag; † 9. Mai 1998) war ein deutscher römisch-katholischer Theologe und Mitglied des Redemptoristenordens.

## Leben
Lippert, Sohn von Peter und Margaret Lippert geb. Herrman, wurde mit seiner Familie aus der Tschechoslowakei deportiert und wuchs in Senftenberg auf. Nach einer Ausbildung als Bankkaufmann war er an Banken in Gelsenkirchen und Düsseldorf tätig, bis er in Bochum den Redemptoristenorden kennenlernte und Mitglied des Ordens wurde. Er studierte an der Philosophisch-theologischen Hochschule seines Ordens in Hennef-Geistingen und wurde am 4. April 1961 zum Priester geweiht. Anschließend studierte er an der Academia Alfonsiana der Redemptoristen in Rom, wo er 1964 im Fach Moraltheologie promovierte.
Als Dozent für Moral- und Pastoraltheologie lehrte Peter Lippert zunächst an der Hochschule in Geistingen, ab 1970 viele Jahre als Professor an der Academia Alfonsiana und ab 1974 zusätzlich am Studienhaus St. Lambert in Lantershofen, außerdem war er vielfältig international tätig in der theologischen  und spirituellen Fortbildung und Begleitung von Priestern und Ordensleuten. Gleichzeitig übernahm er wiederholt Leitungsämter seines Ordens, er war lange Jahre Mitglied des Provinzkapitels, von 1984 bis 1990 Superior in Geistingen und besuchte im Auftrage seiner Ordensprovinz die in der überseeischen Mission tätigen Provinzmitglieder, bis eine Krebserkrankung seine Tätigkeit ab 1993 beeinträchtige.

## Veröffentlichungen
- Leben als Zeugnis. Die werbende Kraft christlicher Lebensführung nach dem Kirchenverständnis neutestamentlicher Briefe. (= Stuttgarter Biblische Monographien, 4). Katholisches Bibelwerk, Stuttgart 1968.
- Kirche, Minderheit ohne Hoffnung? (=  Kleine Reihe zur Bibel 6) Katholisches Bibelwerk, Stuttgart 1969.
- Frömmigkeit auf dem Prüfstand. (= Offene Gemeinde 8) Lahn-Verlag, Limburg 1970.
- Aspekte zu einer „Theologie des Experiments“. In: Geist und Leben 45 (1972), S. 439–449.
- Zum Streit um die Gemeindekirche. In: Theologie der Gegenwart 17 (1974), S. 80–86.
- (Mit Gerd Domann:) Versöhnung, Ende der Konflikte? Konfliktbewältigung in Gruppe und Gemeinde. (= Offene Gemeinde 24) Lahn-Verlag, Limburg 1975.
- Wer sein Leben retten will. Selbstverwirklichung und Askese in einer bedrohten Welt. (= Topos Taschenbücher 71) Matthias Grünewald Verlag, Mainz 1978.
- Spiritualität des Alltags. Herder, Freiburg im Breisgau 1985.
- Theologie  der Befreiung – wie ihre Herausforderung aufnehmen? In: Theologie der Gegenwart 32 (1989), S. 178–192.